# Jean-Louis Richard
Jean-Louis Richard (* 17. Mai 1927 in Paris; † 3. Juni 2012 in Paris) war ein französischer Schauspieler, Filmregisseur und Drehbuchautor.

## Leben
Richard studierte Darstellende Kunst am Conservatoire national supérieur d’art dramatique (CNSAD) in Paris, das als die älteste und bedeutendste Schauspielschule Frankreichs gilt. Er begann seine Tätigkeit im Filmgeschäft Anfang der 1960er-Jahre zunächst als Schauspieler in kleinen Rollen. Insgesamt war Richard bis einschließlich 2003 in mehr als 60 Produktionen zu sehen.
Im Jahr 1961 gab er mit dem Kriminalfilm Viel Glück, Eddie sein Debüt als Regisseur und Drehbuchautor. Im Jahr 1964 inszenierte er den Spionagefilm Mata Hari, Agent H. 21, für den er ebenfalls das Drehbuch verfasste. Seinen dritten Film drehte Richard 1969. Sein vierter und letzter Film als Regisseur entstand 1985 mit Entfesselte Lust. Als Drehbuchautor war er an 14 Produktionen beteiligt; letztmals trat er als solcher 1997 bei Am Morgen danach in Erscheinung. Mehrere Mal arbeitete er mit dem Regisseur François Truffaut zusammen.
Richard war von 1949 bis 1951 mit Jeanne Moreau verheiratet. Aus dieser Ehe stammt Sohn Jérome, der heute ein erfolgreicher Maler ist.

## Filmografie (Auswahl)

### Regie und Drehbuch
- 1964: Mata Hari, Agent H. 21 (Mata Hari, Agent H21)

### Drehbuch
- 1964: Die süße Haut (La Peau douce) (auch Darsteller)
- 1966: Fahrenheit 451
- 1968: Die Braut trug schwarz (La Mariée était en noir)
- 1973: Die amerikanische Nacht (La Nuit américaine)
- 1974: Emanuela (Emmanuelle)

### Darsteller
- 1960: Austerlitz – Glanz einer Kaiserkrone (Austerlitz)
- 1980: Die letzte Metro (Le Dernier Métro)
- 1981: Der Profi (Le Professionnel)
- 1982: Der Schock (Le choc)
- 1982: Louis und seine verrückten Politessen (Le Gendarme et les Gendarmettes)
- 1983: Das Leben ist ein Roman (La Vie est un roman)
- 1983: Auf Liebe und Tod (Vivement dimanche!)
- 1984: Fort Saganne
- 1987: Insel der Meuterer (L'Île)
- 1988: Einige Tage mit mir (Quelques jours avec moi)
- 1992: Die Wache (La sentinelle)
- 1992: Das unheimliche Haus (L' Inconnu dans la maison)
- 1994: Radetzkymarsch (Radetzkymarsch, Marche de Radetzky)
- 1994: Johanna, die Jungfrau (Jeanne la Pucelle)
- 1995: Der Lockvogel (L’appât)
- 1997: Lucie Aubrac
- 1998: Schule des Begehrens (L'École de la chair)

## Auszeichnungen
- 1975: Oscar-Nominierung für Die amerikanische Nacht (bestes Originaldrehbuch)